# Dürkheimer HC
Dürkheimer HC is een Duitse hockey- en schermclub uit Bad Dürkheim (Rijnland-Palts). De club werd opgericht in 1921 en heeft ongeveer 600 leden. Het herenteam komt uit in de Bundesliga waarin het in 1992 en 1993 kampioen werd. In 1996 won de club de Europacup II

## Bekende (oud-)hockeyers

### Mannen
- Clemens Arnold